# エル・ギブソン
エル・ギブソン（生年月日非公表）は、アメリカ合衆国ロサンゼルスを拠点に活動する日本人女優、サイエンスライター、パペッティア。
占いカウンセラーとして活動する時は『エルビラ』という別名義で活動している。活動名が外国人風で、海外生活も長いが、日本国籍を有する日本人である。

## 人物
神奈川県横浜市出身。エルは本名で、フランスで暮らしていた父が名付けた。東京都内のミッションスクールに小学校から高校卒業まで通った後、多摩美術大学美術学部芸術学科を卒業。卒業論文のタイトルは、『スタニスラフスキー・システム、メソッドとウィッチクラフト―自律神経系を騙し潜在意識にアクセスするトレーニング―』である。占い師としての活動を開始し、ダンス情報誌『Danza（ダンツァ）』にバレエ占い及び国際情報ページを執筆連載。多摩美術大学卒業後、ロンドン音楽演劇アカデミー（LAMDA）や、ロサンゼルスのステラ・アドラー音楽院（Stella Adler Academy of Acting & Theatre - Los Angeles）で演劇を学んだ。LAMDAでは、自作詩の朗読コンテストで日本人初の準優勝を飾った。
舞台演劇でサイコパス役を演じたことで話題になり、演技力を買われ「ヤバい犯人役といえば、エル・ギブソンだ」と推薦され、アメリカFBIやロサンゼルス市警察（LAPD）などで、シナリオアクターを務めている（日本の防犯訓練では、犯人役も警察関係者が行うことが多いが、アメリカのテロ対策訓練では、犯人役の他、通行人役や野次馬役などもシナリオアクター（俳優）に依頼し、より実践的な訓練を積んでいる）。週刊金曜日のインタビューで「私自身はこの訓練に参加して、変な言い方だけど、犯人の気持ちが分かるような気がしました。与えられたプロファイリングで演技していると、その人がこうなるに至ったことには理由があると思えるようになったのです。俳優として貴重な経験だと感じています」と語っており、悪役をモンスターのように決め付けないよう丁寧な役作りを心がけている。ロサンゼルス市警に「事件現場の野次馬やパパラッチ、マスコミを追い払う訓練も必要なのでは？」と提案して採用され、目撃者役や野次馬役を演じることも多く、特殊部隊SWATや爆弾処理班と訓練することもある。FBIやロサンゼルス市警から表彰された。

## メディア出演
- InterFM『Oh！boy』（全282回）エルビラのロック占いコーナー
- InterFM『The Dave Fromm Show』（2015年10月20日）エルビラ名義で占い鑑定ゲスト出演
- Amazon Audible『鏡リュウジ 星からのメッセージ』（2016年 - ）ナレーション
- 『In the Moment テレビシリーズ』（2016年4月）Kate役[12]。
- 『The Kandace Caine Show テレビシリーズ』（2016年6月）Liu Yan役[13]。
- 映画『Save Me from Love』（2018年1月31日）Linda役[14]。
- LA CityView 35『LA THIS WEEK』（2019年2月20日）シナリオアクターとして取材を受けた[15]。
- 調布FM『東京オアシス』（2019年5月2日）ゲスト出演[16]。
- Alzheimer's LA『FACES OF CAREGIVING』（2019年5月1日） アルツハイマー型認知症のケア団体の広告塔として、ポスターや旗がロサンゼルス中に掲げられた[17]。
- OTTAVA『今夜もウェルネス！』（2020年7月2日）ゲスト出演
- OTTAVA『今夜もウェルネス！』（2021年1月21日）エルビラ名義でゲスト出演[18]。
- The Spotlight Network『Exclusive Interview』（2023年8月8日）インタビュー[19]。

## 著作物
- Vogue Patio『Mother's Day Special』（2021年4月30日）母のハラダチエと一緒に表紙を飾る[20]。
- 孤独の発明 2ndアルバム『永遠にやつて来ない女性』（2021年11月14日）ゲストボーカル[21]。
- 『パフォーマーのためのオラクルカード』（2022年10月22日）[6]。